# ステファン・フィリポヴィッチ
ステファン・フィリポヴィッチ（セルビア語:Stefan Filipović / Стефан Филиповић、1987年1月18日 - ）は、モンテネグロ・ポドゴリツァ出身の歌手である。

## 来歴
ユーゴスラビア社会主義連邦共和国・モンテネグロのティトーグラード（後のポドゴリツァ）に生まれる。7歳から歌を始め、ユーゴスラビア内外で多数の音楽祭に参加する。ツェティニェ音楽アカデミーで音楽を学ぶ。
2008年1月27日にモンテネグロ・ソング2008（MontenegroSong 2008）で優勝し、同年5月にセルビアのベオグラードで開催されるユーロビジョン・ソング・コンテスト2008のモンテネグロ代表となった。選出はモンテネグロ・ラジオ・テレビジョンが選任した30人の審査員によるもので、代表曲となった「Zauvijek volim te」は3人のマケドニア共和国のミュージシャン、グリゴル・コプロフ（Grigor Koprov）、オグネン・ネデルコフスキ（Ognen Nedelkovski）、ヴラディミル・ドイチノフスキ（Vladimir Dojčinovski）によって製作された。この3人は、ユーロビジョン・ソング・コンテスト2007のマケドニア共和国代表曲となったカロリーナ・ゴチェヴァの「Mojot Svet」の製作チームであった。「Never forget that I love you」の題名で英語版も録音された。大会では準決勝1で「Zauvijek volim te」を歌ったものの、決勝には進出できなかった。